# Peder Wachtmeister
Peder Carl-Adam Nils Wachtmeister (ur. 9 sierpnia 1945 we Flenie) – szwedzki polityk, rolnik, samorządowiec, parlamentarzysta krajowy, od 2002 do 2004 poseł do Parlamentu Europejskiego.

## Życiorys
Pochodzi z arystokratycznej rodziny Wachtmeisterów. Zawodowo związany z rolnictwem i organizacjami branżowymi. Zaangażował się w działalność Umiarkowanej Partii Koalicyjnej. Był m.in. radnym gminy Nyköping.
W październiku 2002 objął mandat posła do Europarlamentu V kadencji, zastępując Gunillę Carlsson. Należał do grupy chadeckiej, pracował m.in. w Komisji Ochrony Środowiska, Zdrowia i Ochrony Konsumentów. W PE zasiadał do lipca 2004. Od 2006 do 2010 był deputowanym do szwedzkiego Riksdagu, zastępując Pera Westerberga wybranego na przewodniczącego parlamentu. Mandat poselski (również za Pera Westerberga) objął ponownie w 2011 po kilkumiesięcznej przerwie, gdy z funkcji tej zrezygnował Erik Bengtzboe.